# Гроссманн, Никлас
Никлас Гроссманн (швед. Nicklas Grossmann; род. 22 января 1985, Нака, Швеция) — шведский хоккеист, защитник. В настоящее время выступает за команду НХЛ «Аризона Койотис».
В 2004 году был выбран на драфте НХЛ во 2-м раунде под общим 56-м номером командой «Даллас Старз».

## Статистика

### Клубная карьера
Последнее обновление: 9 марта 2012 года
```
                                      --- Regular Season ---  ---- Playoffs ----
Season   Team                  Lge    GP    G    A  Pts  PIM  GP   G   A Pts PIM
--------------------------------------------------------------------------------
2003-04  Sodertalje SK         SEL     1    0    0    0    0  --  --  --  --  --
2004-05  Sodertalje SK         SEL    31    0    2    2   14   9   0   0   0   0
2005-06  Iowa Stars            AHL    61    2    3    5   49   7   0   1   1   4
2006-07  Iowa Stars            AHL    67    2    8   10   40   8   0   0   0  10
2006-07  Dallas Stars          NHL     8    0    0    0    4  --  --  --  --  --
2007-08  Dallas Stars          NHL    62    0    7    7   22  18   1   1   2   6
2007-08  Iowa Stars            AHL    10    0    0    0   10  --  --  --  --  --
2008-09  Dallas Stars          NHL    81    2   10   12   51  --  --  --  --  --
2009-10  Dallas Stars          NHL    71    0    7    7   32  --  --  --  --  --
2010-11  Dallas Stars          NHL    59    1    9   10   35  --  --  --  --  --
2011-12  Dallas Stars          NHL    52    0    5    5   26  --  --  --  --  --
2011-12  Philadelphia Flyers   NHL     9    0    4    4    2  --  --  --  --  --
--------------------------------------------------------------------------------
         NHL Totals                  342    3   42   45  172  18   1   1   2   6

```